# 茨城キリスト教学園中学校・高等学校
茨城キリスト教学園中学校・高等学校（いばらきキリストきょうがくえんちゅうがっこう・こうとうがっこう）は、茨城県日立市にある学校法人茨城キリスト教学園が経営する中学校・高等学校である。同敷地内にある茨城キリスト教大学の附属校ではない。高校は創立当初より男女共学であり、中学校は女子校として開校したが、2004年4月から男女共学である。

## 概要
地元では通称「キリスト」「茨キリ」又は旧学校名から「シオン」という呼称で親しまれている。茨城キリスト教大学には全学部に優先的に進学することができる。2004年4月に中高一貫教育を開始。
また、同校野球部は第88回全国高校野球選手権大会（朝日新聞社、日本高校野球連盟主催）の茨城大会で2006年7月13日に茨城高専を相手として計5本の本塁打を放ち、大会記録を保持している。

## 制服

### 中学校
男子はスタンドカラーのシャツにジャケット、シャツにはネクタイをイメージした縦のラインが入る。女子はスクールカラーのブルーのジャンパースカートにボレロ、 中に着るブラウスは丸襟で、ボレロはリボンで結ぶ。
靴下の色は白・黒・紺の膝下丈のハイソックス。女子はそれ以外に黒のストッキングやタイツをはくこともできる。男子はジャケットを脱ぎ、サマースラックスに履き替える。女子は、冬服のブルーより薄い色のボレロとスカート。冬服同様、ボレロはリボンで結ぶ。

### 高等学校
制服は男子は白のワイシャツに黒のジャケット、スラックス。女子はスクールカラーのブルーで、上着の衿はショールカラー、袖口は折り返しのダブルカフスになっている。男女とも、中に着るワイシャツは冬夏兼用で、ブルー・ホワイト・グレーの3色がある。女子はスクールカラーのブルーで、上着の衿はショールカラー、袖口は折り返しのダブルカフスになっている。そしてグレーのネクタイをジャケットの上から締める。1954年からこの制服。スカートはボックスプリーツのジャンパースカート。
男女とも、中に着るワイシャツは冬夏兼用で、ブルー・グレー・ホワイトの3色がある。
男子はジャケットを脱ぎ、サマースラックスに履き替える。女子は、明るいグレーのサマーベストとスカートのツーピース。
2018年度より女子の夏制服が変わる。
靴下について、色は白・黒・紺。

## 沿革
- 1948年 - 財団法人シオン学園設立認可
- 1949年 - 高校本館木造瓦葺2階建竣工 茨城キリスト教学園高等学校と改称
- 1951年 - 法人組織変更許可 学校法人茨城キリスト教学園となる
- 1953年 - 第1回中学校英語弁論大会（後、総長杯英語弁論暗唱大会と改称）
- 1956年 - 新校舎（木造モルタル）竣工 （後中学校校舎）
- 1960年 - 鉄骨造2階建校舎（旧2号館）竣工
- 1962年 - 旧3号館3階部分まで完成 翌年4階部分増築完成 中学校設置認可
- 1963年 - 第1回校内英語暗唱大会
- 1965年 - 米国諸教会の献金により礼拝堂兼講堂落成
- 1966年 - 体育館竣工
- 1971年 - 化学実験室及び音楽教室落成
- 1972年 - 現4号館竣工 第1回校内合唱コンクール
- 1973年 - 高等学校後援会設立
- 1976年 - 第1回米国短期留学（Apple Valley 校） 第1回校内弁論大会
- 1980年 - 新管理棟校舎（1号館）竣工
- 1982年 - 学園祭（この年から9月実施）
- 1983年 - 5号館（中学校舎兼高校特別教室棟）格技場竣工
- 1988年 - 新2号館竣工 文化部室棟竣工
- 1989年 - 米国オクラホマ州 Ada 高校と姉妹校締結
- 1993年 - 中学校新館（現7号館）竣工 米国テキサス州 Waco 高校と姉妹校締結
- 1995年 - 米国Abilene Christian大学への海外語学研修始まる
- 1996年 - 国際教育館竣工
- 2000年 - オーストラリア、Beaconhills College交流開始
- 2003年 - 6号館建設のため木造記念館解体 6号館竣工
- 2004年 - 中学校共学化 6ヵ年一貫教育を開始
- 2007年 - 新3号館建設着工
- 2010年 - 6年一貫教育の第1期生が卒業

## コース
中高一貫の生徒は中学の2年次からは先取り学習を行うとともに、教科書の内容にとどまらず応用問題までカバーし、大学受験を意識した学習に自ら取り組むクラス「特進SAクラス」通称特別クラスと学習進度や時間割などにゆとりを持たせ、教科書内容をしっかり定着させることに目標をおいて授業を展開する「特進Aクラス」通称練成クラスに分かれ、希望進路の実現を目指す。
高入の生徒は難関国立大学を目指す国立特進クラスと国公立大、私立大、短大などの合格を目指す大学進学クラスに分かれ、希望進路の実現を目指す。
これらのクラスは毎年希望と選考によって編成するが、一貫の生徒と高入の生徒は交わらない。高校2年次からは一貫の生徒も高入の生徒もこのクラスに加え、その中でさらに「文系」「理系」の類系型コースに分かれて学習する。
特進SAクラスでは大学受験に際し、県内の国公立大学以外の推薦入試を一切受け付けていない。

## 学校行事
中学1年にスキー教室、中学2年に自然体験キャンプとイングリッシュワークショップ、中学3年に広島・京都方面へ行く国内研修旅行がある。また、一貫高校2年にはオーストラリアに行く海外研修旅行、高入高校2年には沖縄修学旅行がある。
学園祭（シオン祭）は大学と合同で毎年行われる。

## 著名な卒業生
- 中島ゆたか（女優）
- TOSHI-LOW（ミュージシャン、ロックバンド・BRAHMANのボーカル）
- 飯田つのみ（作詞家・作家）
- 長須与佳（音楽家、尺八・琵琶奏者）
- 山内美根子（陸上競技選手）
- 檜山沙耶（気象キャスター）
- TRILL DYNASTY(作曲家・音楽プロデューサー・いばらき大使)